# Prima Divisione 2023-2024 (Emirati Arabi Uniti)
La Prima Divisione degli Emirati Arabi Uniti 2023-2024 è stata la 47ª edizione della seconda competizione nazionale per club degli Emirati Arabi Uniti. Alla competizione prendono parte 17 squadre, al termine della stagione le prime due posizionate ottengono la promozione nella UAE Arabian Gulf League, mentre le ultime due classificate vengono retrocesse nella UAE Second Division League.

## Cambiamenti Squadre
Retrocesse dalla UAE Arabian Gulf League
- Al Dhafra
- Dibba Al-Fujairah

Promosse dalla UAE Second Division League
- Gulf United
- United FC

Promosse in UAE Arabian Gulf League
- Hatta Club
- Emirates

Retrocesse nella UAE Second Division League
- Fursan Hispania
- Baynounah

## Squadre partecipanti
| Club               | Città               | Stadio                         | Capacità |
| ------------------ | ------------------- | ------------------------------ | -------- |
| Abtal Al Khaleej   | Dubai               | Abtal Al Khaleej Stadium       | 800      |
| Al Arabi           | Umm al Quwain       | Umm al Quwain Stadium          | 3,000    |
| Al Dhafra          | Madinat Zaid        | Stadio Al-Dhafra               | 5,000    |
| Al Hamriyah        | Al Hamriyah         | Al Hamriya Sports Club Stadium | 5,000    |
| Al Jazira Al Hamra | Al Jazirah Al Hamra | Al Hamra Stadium               | 2,000    |
| Al-Ramms           | Ar-Rams             | Al Rams Stadium                | 4,000    |
| Al-Taawon          | Al Jeer             | Taawon Stadium                 | 200      |
| Al-Uruba           | Mirbah-Qidfa        | Al Sharqi Stadium              | 3,000    |
| Dibba Al-Fujairah  | Dibba Al-Fujairah   | Dibba Fujairah Stadium         | 1,000    |
| Dibba Al Hisn      | Dibba Al-Hisn       | Dibba Al Hisn Stadium          | 700      |
| Dubai City         | Al Barsha           | Kings School Al Barsha         | 500      |
| Fujairah           | Fujairah            | Dibba New Stadium              | 9,000    |
| Gulf United        | Dubai               | Dubai Club Stadium             | 7,000    |
| United FC          | Dubai               | British School di Dubai        | 1,000    |
| Al-Dhaid           | Dhaid               | Al-Dhaid Stadium               | 500      |
| Masafi Club        | Masafi              | Masafi Stadium                 | 2,000    |
| Masfut             | Masfout             | Masfout Club Stadium           | 3,000    |

## Personalità e sponsor
| Squadra            | Allenatore          | Capitano             | Sponsor Tecnico | Main Sponsor |
| ------------------ | ------------------- | -------------------- | --------------- | ------------ |
| Al Arabi           | Fouad Boumdal       | Ahmed Hussain        | Nike            |              |
| Al Dhafra          | Paulo Comelli       | Sultan Al Ghaferi    | Kelme           | Al Dhannah   |
| Al-Dhaid           | Jamal Al Hassani    | Salem Al Qaydi       | uhlsport        |              |
| Al Hamriyah        | Mohamed Al Jalboot  | Othman Al-Hamour     | Macron          |              |
| Al Jazira Al Hamra | Samir El Sheikh     | Ali Sanqoor          | uhlsport        |              |
| Abtal Al Khaleej   | Mohammed Al Ajmani  | Nasser Al-Shahary    | uhlsport        |              |
| Al-Ramms           | Abdulla Al Teneiji  | Mohamed Al Ali       | uhlsport        |              |
| Al-Taawon          | Badr Al Shehhi      | Abdullah Malallah    | uhlsport        |              |
| Al-Uruba           | Bruno Pereira       | Khalid Al-Jabri      | uhlsport        |              |
| Dibba Al-Fujairah  | Eid Baroot          | Mohamed Al Rowaihy   | uhlsport        |              |
| Dibba Al Hisn      | Tareq Al Sayed      | Fahad Rashed         | uhlsport        |              |
| Dubai City         | Saeed Jassem        | Abdullah Al Ahmadi   | uhlsport        |              |
| United FC          | Johann Louvel       | Ahmed Sulaiman       | Umbro           |              |
| Fujairah           | Željko Markov       | Okacha Hamzaoui      | Puma            |              |
| Gulf United        | Neil Taylor         | Jack Shiels          | Puma            |              |
| Masafi Club        | Brahim Boufoud      | Abdullah Al-Shahyary | Adidas          |              |
| Masfut             | Mohammed Al Blooshi | Hamad Ali            | Puma            |              |

## Giocatori Stranieri
Le squadre possono registrare un numero illimitato di giocatori con contratti non professionistici, ma possono avere solo due giocatori stranieri con un contratto professionistico.
- I nomi dei giocatori in grassetto indicano che sono stati registrati durante la finestra di metà stagione.
- I giocatori in corsivo sono i giocatori che non hanno concluso la stagione con il club, ma che hanno raccolto almeno una presenza.

| Club               | Giocatore 1        | Giocatore 2        | Ex giocatori        |
| ------------------ | ------------------ | ------------------ | ------------------- |
| Al Arabi           | Júnior Saudade     | Vander Vieira      |                     |
| Al Dhafra          | Diogo Acosta       | Benik Afobe        |                     |
| Al-Dhaid           | Phillerson         | Dominic Vinicius   |                     |
| Al Hamriyah        | Youssef El Jebli   | Mardik Mardikian   |                     |
| Al Jazira Al Hamra | Danilo             | Mateus             |                     |
| Abtal Al Khaleej   | Ibrahima Badji     | Lassana Camara     |                     |
| Al-Ramms           | Rodrigo Figueiredo | Joao Santos        |                     |
| Al-Taawon          | Alex               | Ablaye Sy          |                     |
| Al-Uruba           | Morgan Ferrier     | Victor Nwaneri     |                     |
| Dibba Al-Fujairah  | Wanderson Costa    |                    | Nikola Stojiljković |
| Dibba Al Hisn      | Gilmar             | Cláudio Maradona   |                     |
| Dubai City         | Marcelo Henrique   | Daniel Williams    |                     |
| United FC          | Luis Torres        | Aboubakar Karamoko |                     |
| Fujairah           | Okacha Hamzaoui    | Felipe Sá          |                     |
| Gulf United        | Jack Shiels        | Richard Peniket    |                     |
| Masafi Club        | Francivaldo        | Marius Obekop      |                     |
| Masfut             | Diego Silva        | Alfusainey Gassama |                     |

## Classifica
aggiornata al 2 febbraio 2024
|  | Pos. | Squadra            | Pt       | G        | V        | N        | P        | GF       | GS       | DR       |
|  | ---- | ------------------ | -------- | -------- | -------- | -------- | -------- | -------- | -------- | -------- |
|  | 1.   | Al-Uruba           | 78       | 31       | 24       | 6        | 1        | 57       | 25       | +32      |
|  | 2.   | Dibba Al Hisn      | 64       | 31       | 20       | 4        | 7        | 51       | 23       | +28      |
|  | 3.   | Dibba Al-Fujairah  | 63       | 31       | 17       | 12       | 2        | 51       | 16       | +35      |
|  | 4.   | Fujairah           | 50       | 31       | 14       | 8        | 9        | 49       | 38       | +11      |
|  | 5.   | Al Arabi           | 49       | 31       | 14       | 7        | 10       | 55       | 46       | +9       |
|  | 6.   | United FC          | 48       | 31       | 14       | 6        | 11       | 63       | 46       | +17      |
|  | 7.   | Al Dhafra          | 45       | 31       | 11       | 12       | 8        | 53       | 44       | +9       |
|  | 8.   | Masafi Club        | 44       | 31       | 11       | 11       | 9        | 51       | 41       | +10      |
|  | 9.   | Al-Taawon          | 43       | 31       | 11       | 10       | 10       | 39       | 32       | +7       |
|  | 10.  | Al Jazira Al Hamra | 41       | 31       | 11       | 8        | 12       | 45       | 60       | -15      |
|  | 11.  | Al Hamriyah        | 39       | 31       | 10       | 9        | 12       | 44       | 46       | -2       |
|  | 12.  | Al-Dhaid           | 34       | 31       | 9        | 7        | 15       | 43       | 54       | -11      |
|  | 13.  | Abtal Al Khaleej   | 33       | 31       | 8        | 9        | 14       | 37       | 48       | -11      |
|  | 14.  | Masfut             | 31       | 31       | 7        | 10       | 14       | 35       | 52       | -17      |
|  | 15.  | Gulf United        | 25       | 31       | 5        | 10       | 16       | 31       | 53       | -22      |
|  | 16.  | Dubai City         | 8        | 31       | 1        | 5        | 25       | 31       | 82       | -51      |
|  | ---  | Al-Ramms           | Ritirata | Ritirata | Ritirata | Ritirata | Ritirata | Ritirata | Ritirata | Ritirata |

Legenda:

      Promosse alla UAE ADNOC Pro League 2024-2025 

      Retrocesse in UAE Second Division 2024-2025
Note:
Tre punti a vittoria, uno a pareggio, zero a sconfitta.
Al-Ramms: la squadra dopo aver disputato le prime 16 giornate del campionato si è ritirata dalla competizione per problemi finanziari; di conseguenza la federazione ha deciso di annullare tutti i risultati ottenuti fino a quel momento
Fonte: Soccerway

## Classifica marcatori
aggiornato al 14 Luglio 2024
| Gol |  |  | Giocatore           | Squadra           |
| --- |  |  | ------------------- | ----------------- |
| 26  |  |  | Marcelo Torres      | United Dubai      |
| 21  |  |  | Alex                | Al-Taawon         |
| 17  |  |  | Alfusainey Gassama  | Masfut            |
| 16  |  |  | Benik Afobe         | Al-Dhafra         |
| 14  |  |  | Alhassane Tamboura  | Al Oruba          |
| 13  |  |  | Pape Bacary         | United Dubai      |
| 13  |  |  | Vander Vieira       | Al-Arabi          |
| 12  |  |  | Gilmar              | Dibba Al Hisn     |
| 12  |  |  | Lamar Walker        | Al Dhaid          |
| 11  |  |  | Mohammed Al Marbuii | Dibba Al Fujairah |
| 11  |  |  | Phillerson          | Al Dhaid          |